# Georgi Jordanov
Georgi Jordanov (in bulgaro Георги Йорданов?; Plovdiv, 21 luglio 1963) è un ex calciatore bulgaro, di ruolo centrocampista.